# Tomoaki Makino
Tomoaki Makino (槙野 智章, Makino Tomoaki) est un footballeur international japonais, né le 11 mai 1987 à Hiroshima au Japon. Il évolue depuis 2022 au Vissel Kobe comme défenseur central.

## Biographie

### En club
Makino s'engage au FC Cologne le 30 décembre 2010, pour un transfert qui devient effectif le 30 janvier 2011. À la suite d'un prêt au Urawa Red Diamonds en 2012, il est transféré définitivement début janvier 2013.

### En sélection
Tomoaki Makino honore sa première sélection avec l'équipe nationale du Japon le 6 janvier 2010, lors d'une rencontre face au Yémen. Il est titularisé au poste d'arrière droit et porte même le brassard de capitaine. Son équipe s'impose sur le score de trois buts à deux grâce à un coup du chapeau de Sōta Hirayama.
Il est retenu dans la liste des 23 joueurs japonais pour disputer la coupe du monde 2018 organisée en Russie.

## Statistiques

### Buts internationaux
| 0   | Date             | Lieu                                           | Compétition  | Résultat | Adversaire | Détail | Détail         | Détail | Sél. |
| --- | ---------------- | ---------------------------------------------- | ------------ | -------- | ---------- | ------ | -------------- | ------ | ---- |
| 1er | 24 février 2012  | Stade Nagai, Osaka, Japon                      | Match amical | V 3-1    | Islande    | 79e    | du pied droit  | 3-0    | 9e   |
| 2e  | 11 juin 2015     | Stade Nissan, Yokohama, Japon                  | Match amical | V 4-0    | Irak       | 9e     | du pied gauche | 2-0    | 16e  |
| 3e  | 10 novembre 2017 | Stade Pierre-Mauroy, Villeneuve-d'Ascq, France | Match amical | P 1-3    | Brésil     | 63e    | de la tête     | 1-3    | 27e  |
| 4e  | 27 mars 2018     | Stade Maurice-Dufrasne, Liège, Belgique        | Match amical | P 2-1    | Ukraine    | 41e    | de la tête     | 1-1    | 30e  |

## Palmarès

### Clubs
- Sanfrecce Hiroshima
  - Vainqueur du Championnat du Japon de deuxième division en 2008.
  - Vainqueur de la Supercoupe du Japon en 2008.
  - Finaliste de la Coupe du Japon en 2007.
  - Finaliste de la Coupe Yamazaki Nabisco en 2010.

- Urawa Red Diamonds
  - Vainqueur de la Ligue des champions de l'AFC 2017